# Comuna Serebrînți, Moghilău
Serebrînți (în ucraineană Серебринці) este o comună în raionul Moghilău, regiunea Vinnița, Ucraina, formată din satele Hrabarivka și Serebrînți (reședința).

## Demografie
Componența lingvistică a satului Serebrînți
     Ucraineană (98,9%)
     Alte limbi (1,09%)
Conform recensământului din 2001, majoritatea populației satului Serebrînți era vorbitoare de ucraineană (98,9%), existând în minoritate și vorbitori de alte limbi.